# Kim-Chong-tae-Elektrolokomotivwerke
Die Kim-Chong-tae-Elektrolokomotivwerke (김종태 전기 기관차 작품 Kim Jongt’ae Chŏn’gi Kigwanch’a Chakp’um) sind ein Unternehmen, das Rollmaterial aller Art produziert. Der Unternehmenssitz befindet sich im Bezirk Sŏsŏng-guyŏk an der Sochon-Straße in Pjöngjang, der Hauptstadt Nordkoreas. In unmittelbarer Nähe befindet sich der Bahnhof Sop’yŏngyang. Wichtigster Kunde sind die Koreanischen Staatsbahnen.

## Geschichte
Das Unternehmen wurde 1945 gegründet. Die erste Elektrolokomotive wurde ab 1968 produziert. Die nordkoreanische Propaganda behauptet, dass die U-Bahnen vom Typ DK4 hier von 1972 bis 1973 produziert wurden. In Wirklichkeit stammen sie aus China. Den heutigen Namen erhielt es 1999/2000 im Rahmen einer Umstrukturierung. Vorher firmierte es unter der Bezeichnung Kim Chŏng-tae Economic Power Complex. Im Rahmen einer Inspektion durch Kim Jong-il am 5. Januar 2002 wurde die Produktion einer neuen Reihe von Elektrolokomotiven aufgenommen.
Kim Jong-un besuchte die Werksanlagen im Oktober 2015 und inspizierte neue Fahrzeuge für die Metro Pjöngjang. Am 19. November 2015 unternahm er eine Testfahrt in einem solchen Fahrzeug und besuchte anschließend die Werke erneut.
Am 1. Mai 2023 wurde bekannt, dass ein 120 Hektar großes neues Werksgelände im Bau sei. Der Neubau wird etwa 2 km vom jetzigen Standort errichtet und befindet sich im Bezirk Sunan-guyŏk. Die Arbeiten hierzu liefen bereits 2018 an. 39,06061° N, 125,69813° O 

## Produziertes Rollmaterial
Die Werke bauen Elektrolokomotiven, Diesellokomotiven und Wagen. Weiterhin werden hier Straßenbahn-Triebwagen nach ČKD-Tatra-Design und U-Bahnen gefertigt. Auf einer Messe im April 2023 wurden zahlreiche neue Entwürfe gezeigt.

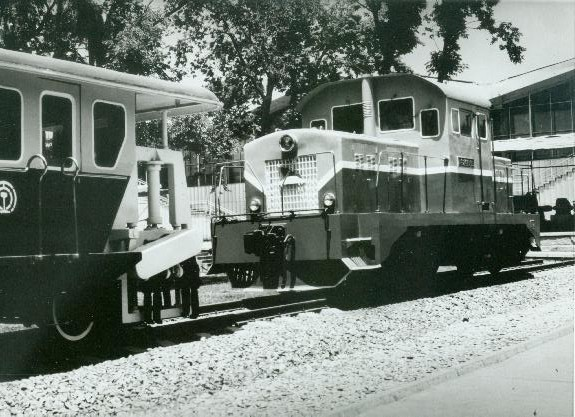
Diesellokomotive unbekannten Types
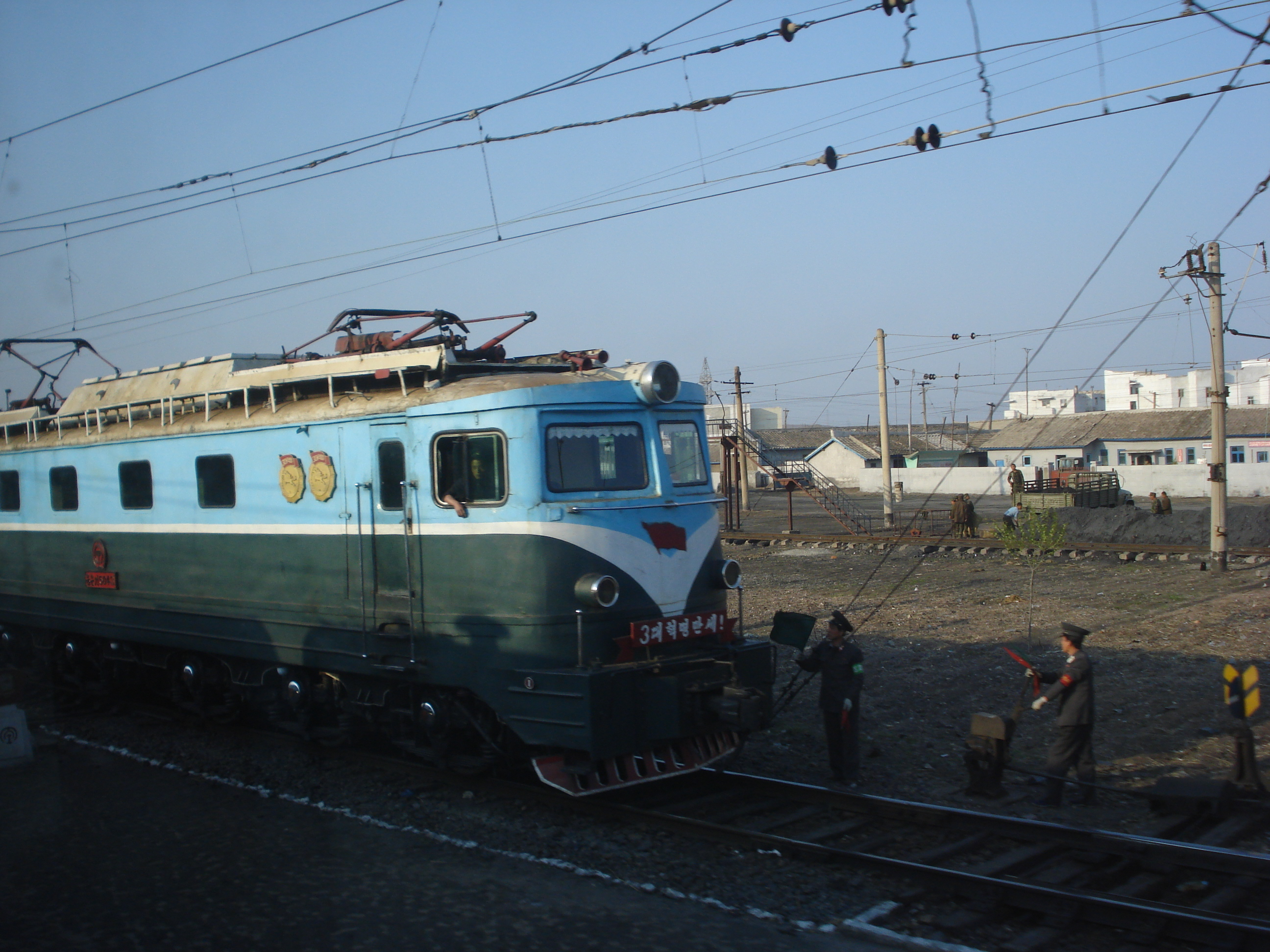
Pulg’ŭngi 5043 – „Rote Fahne 1“
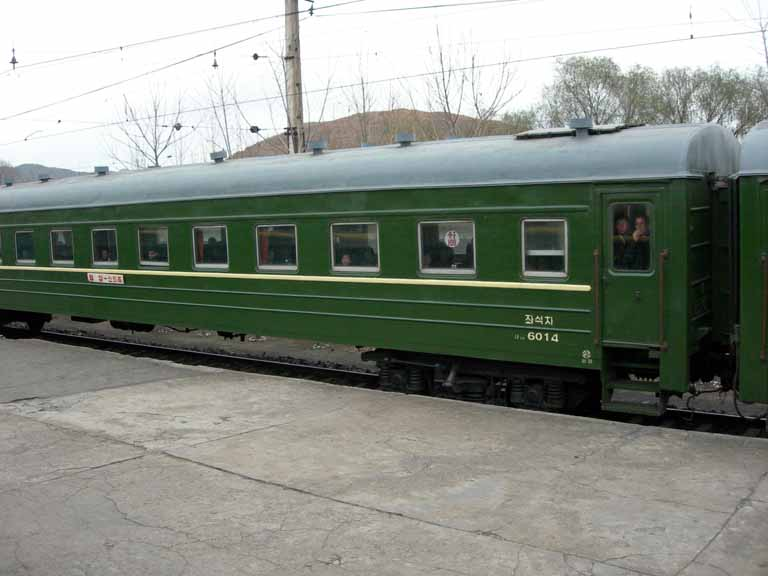
Wagen auf der P’yŏngŭi-Linie